# Vojtěch, řečený sirotek
Vojtěch, řečený sirotek je český film režiséra Zdeňka Tyce z roku 1989.
Jde o Tycův první dlouhometrážní (80 minut) film a současně debut Petra Formana coby dospělého herce. Film vznikl v letech 1988 až 1989 jako společné dílo několika autorů (studentů FAMU). Natáčení proběhlo v poloamatérských podmínkách v jižních Čechách. Po obrazové stránce se filmu poměrně daří navázat na lyrickou atmosféru filmů české nové vlny; druhým těžištěm filmu je osobnost hlavní postavy a jeho ztvárnění Petrem Formanem. Zajímavostí jsou např. i úsečné a sporé dialogy, i použitá mluva, která odpovídala způsobu vyjadřování tehdejší doby. Šlo o režisérův debut, zároveň o film s malým rozpočtem.
Do distribuce Vojtěch přišel v době sametové revoluce, takže se nesetkal s velkou návštěvností; ani povědomí o něm není příliš veliké.
Jeho děj se odehrává v krátkém období mezi koncem války a nástupem komunismu v jižních Čechách. Hlavní hrdina, mladý Vojtěch, řečený sirotek se vrací domů z vězení, hledá si práci, své místo v tamní společnosti i dívku, s kterou by žil.